# Lona

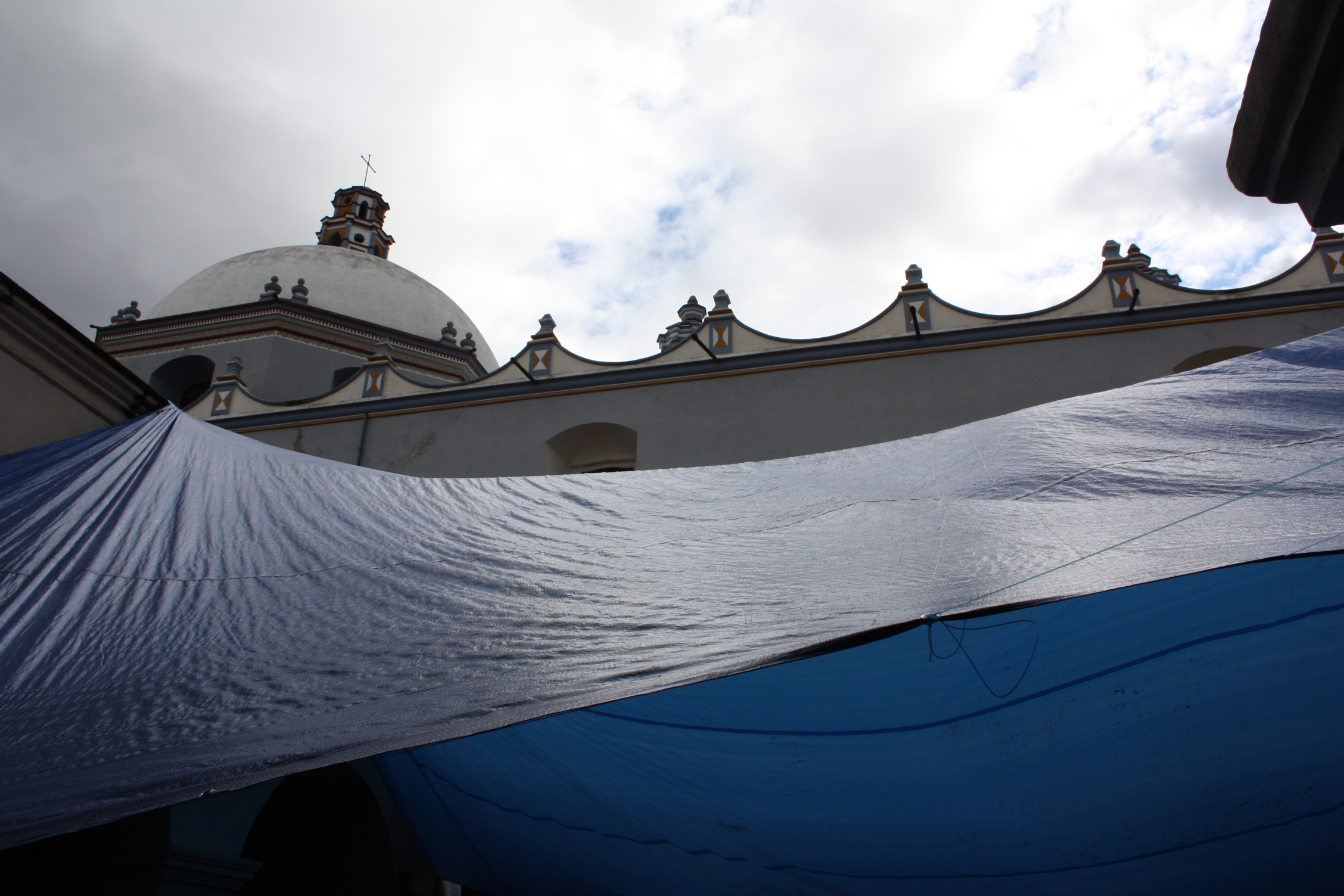
Uma lona azul

Lona é um tecido de uso intensivo utilizado na confecção de velas, tendas, toldos, mochilas, bolsas e outros produtos em que a resistência seja necessária. É também utilizada como suporte (tela) de pintura.

## Etimologia
A palavra lona provém do nome da cidade francesa de Olonne, situada na Vendeia, vale do Loire, onde o tecido era produzido. Lona, em inglês, é canvas, termo que deriva da palavra árabe para "cannabis" – o cânhamo era utilizado popularmente para produzir lona.

## Características físicas
A lona moderna é feita geralmente de algodão. Ela difere de outros tecidos pesados de algodão como a sarja, pela forma com que é tecida. A lona tem uma trama muito simples: o fio da contextura simplesmente passa sobre um fio da urdidura e sob o próximo (o fio da contextura para a sarja passa sobre um e sob dois e cada fio da contextura move o padrão um fio para cima; o resultado é um padrão diagonal que pode ser observado no tecido usado para "jeans"). A lona se apresenta em dois tipos básicos: comum e grossa. Os fios na lona grossa são tecidos mais juntos. Nos Estados Unidos, a lona é classificada de duas maneiras: por peso (onças por jarda quadrada) e por número. Os números funcionam em sentido contrário ao peso; desta forma, uma lona 10 é mais leve que uma lona 4.

## Lona como material artístico

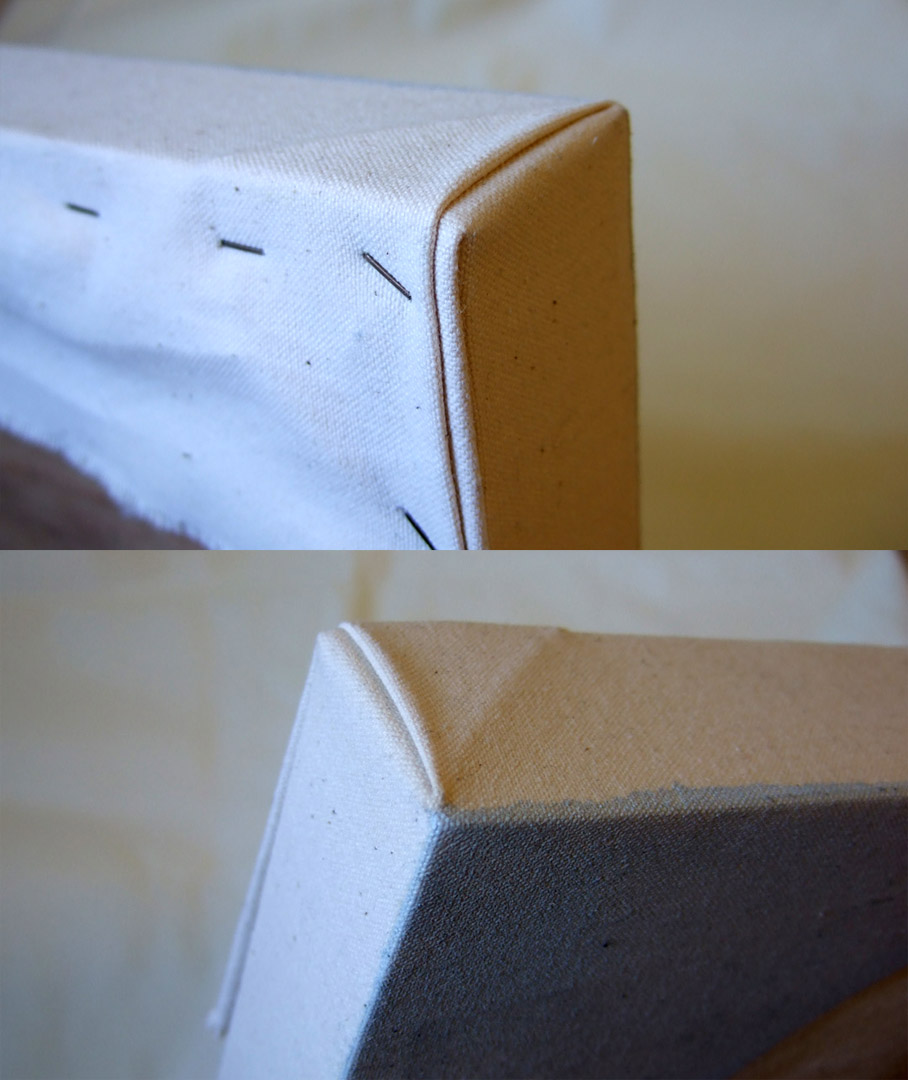
Detalhe de tela com lona

Artistas geralmente usam pedaços pequenos (ou por vezes bem grandes) de tela (lona) como base para seus trabalhos de arte. Essa tela é esticada numa armação de madeira denominada tensor e é coberta com gesso, antes de ser usada (embora alguns artistas modernos, como o pintor Francis Bacon e Helen Frankenthaler pintem sobre a tela nua). As telas antigas eram feitas de linho, um tecido rijo, acastanhado, de considerável resistência. No início do século XX, o algodão começou a ser usado. O algodão, que estica mais e possui uma trama mecânica lisa, é menos preferido do que o linho por artistas profissionais. Todavia, a considerável diferença de preço incentiva muitos iniciantes, e mesmo artistas de nível médio, a escolher o algodão em vez do linho.
Podem-se comprar pequenas telas preparadas que são coladas a um fundo de papelão e revestidas já na fábrica. Todavia, edssas telas só estão disponíveis em alguns tamanhos e não estão livres de acidez, de modo que sua vida útil é extremamente limitada. São geralmente utilizadas para esboços rápidos em estúdio. Telas pré-gessadas em tensores também estão disponíveis. Artistas profissionais  geralmente preparam as suas telas da maneira tradicional.
Para remover os vincos do material, recomenda-se usar um ferro de passar morno (não quente) e umedecer a tela antes de realizar o procedimento.

### Preparação da tela
Uma das mais evidentes diferenças entre as técnicas de pintura moderna e aquelas dos mestres flamengos e holandeses é quanto a preparação da tela. As técnicas "modernas" tiram vantagem tanto da textura da tela quanto da própria pintura. Um artista principiante frequentemente descobre ser quase impossível aproximar-se do realismo da arte clássica, apesar de sua habilidade em aplicar a tinta.
Na verdade, os mestres renascentistas empregavam medidas extremas para assegurar que nada do relevo da tela sobressaísse. Isto requeria um processo esmerado, de meses de duração, de cobrir a tela nua, geralmente com tinta branco de chumbo, polir a superfície e repetir o processo. O produto final tinha pouca semelhança com tecido, lembrando mais um acabamento brilhante de esmalte. Embora isto possa parecer drástico demais para um pintor moderno, é crucial se um realismo fotográfico for o objetivo.
Com uma tela apropriadamente preparada, o pintor descobrirá que cada camada subsequente de cor desliza sobre a outra de uma forma "amanteigada" e que com a apropriada consistência da aplicação (técnica do "gordo sobre magro"), uma pintura inteiramente desprovida de marcas de pinceladas pode ser rapidamente atingida.